# Friedrich Gille
Friedrich Gille – as lotnictwa niemieckiego Luftstreitkräfte z 6 potwierdzonymi oraz 2 niepotwierdzonymi zwycięstwami w I wojnie światowej.
Służył w eskadrze myśliwskiej Jagdstaffel 12 w 1917 roku. Pierwsze zwycięstwo odniósł 29 kwietnia 1917. Do końca września odniósł łącznie 6 potwierdzonych zwycięstw. Późniejsze jego losy nie są znane.  